# Junta governativa catarinense de 1891
A Junta governativa catarinense de 1891 foi um triunvirato formado por
- Luís dos Reis Falcão (1831-1899), 1 Tenente da Armada;
- Artur Diocleciano de Oliveira (1866-1920);
- Cristóvão Nunes Pires (1834-1894).

A junta governativa assumiu o governo do estado em 29 de dezembro de 1891, após a renúncia de Lauro Müller e do governo provisório de um dia de Firmino Lopes Rego. Permaneceu no cargo até 1 de março de 1892, quando Floriano Peixoto nomeou Manuel Joaquim Machado como Interventor Federal em Santa Catarina.